# José Barrera García
José Barrera García (Pravia, 18 de marzo de 1895 - Pravia., 24 de junio de 1971) fue un músico y escritor español. 

## Vida y obra
José Barrera García nació en Pravia, el 18 de marzo de 1895. Su vocación musical fue muy temprana. Su primer profesor fue su tío, hermano de su madre, Antonio García. Estudió música y piano por correspondencia en la academia Varela Silvari, de Madrid. A este profesor le dedicó la obra que le hizo ganar el Segundo Premio Nacional de Pasodobles. Después cursó estudios de armonía con León Pérez Ledesma.
Conoció y frecuentó a músicos asturianos de la época como Octavio Bellmunt, de quien había sido alumno de piano, y Eduardo Martínez Torner. Como ellos, se interesó por rescatar la música tradicional y el folclore.
Su producción musical abarca alrededor de treinta y siete obras, entre las que se pueden encontrar géneros como la zarzuela o la ópera. También marchas como A mi madre (con motivo de su fallecimiento), La última ofrenda, Resignación, Jerusalem, Nazaret o Piedad. También  conciertos, como Serenata Española o Danza Pastoril, el vals Ecos Pravianos (publicado en el semanario Madrid Cómico), son algunas de las más conocidas e interpretadas por distintas agrupaciones musicales. Popular es también en la región el Himno a la Virgen del Valle, o el compuesto para el Club Deportivo Praviano. Destacan sus pasodobles, en los que conjugó el sabor español con la técnica aprendida. Ejemplo de ello son Alegría española, El praviano, o Tineo.
Fue el creador de la Coral de Santo Tomás, una de las más famosas de Asturias en aquella época. También fundó las orquestas Imperio y Barrera y fue organista de la Colegiata de Pravia.
Nombrado director de la Banda de Música de Santander, pronto regresó a Asturias, para convertirse oficialmente, el 14 de abril de 1914, Jueves Santo en director de la Banda de Música de Pravia, una de las primeras de Asturias.
José Barrera, además de músico, fue poeta, pintor, escritor y colaborador en diarios locales. En 1919, fundó, con Eliseo Grana, el periódico Pravia. Ha quedado constancia de varias poesías suyas en la revista El progreso de Asturias, editada en La Habana, y de la que fue corresponsal a los diecinueve años. También encontramos sus textos en la Hoja Parroquial de Pravia firmando como Luis de Pravia o Heliodoro. 
En noviembre de 2000, a iniciativa de la extinta Asociación Cultural Manuel López de la Torre, el Ayuntamiento de Pravia dio el nombre de "José Barrera" al Auditorio de la Casa de Cultura en homenaje al músico.